# 1243

## Догађаји
- 26. јун — Монголи су однели одлучну победу у бици код Коседага над Турцима Селџуцима, што је довело до распада селџучке државе.
- Након доласка на престо краља Стефана Уроша I, у Рашку долазе рудари Саси који интензивно почињу да развијају руднике у околини Раса. Трговачки односи са Дубровником, који су постојали од времена Стефана Немање, су се још више развили. То је допринело привредном расту Рашке и града Раса.